# لایمستوون (مین)
لایمستوون(به انگلیسی: Limestone) شهری در ایالت مین کشور ایالات متحده آمریکا است که جمعیت آن در سرشماری سال ۲۰۱۰ میلادی، ۱٬۰۷۵ نفر بوده‌است.